# Zasada wykładni prawa krajowego zgodnie z prawem wspólnotowym
Zasada wykładni prawa krajowego zgodnie z prawem Unii Europejskiej – zwana inaczej zasadą prounijnej wykładni prawa krajowego – oznacza obowiązek nałożony na sądy krajowe państw członkowskich Unii Europejskiej interpretowania prawa krajowego zgodnie z prawem unijnym.
Zasada ta znalazła potwierdzenie w licznych orzeczeniach Europejskiego Trybunału Sprawiedliwości (np. wyrok w sprawie 18/83 Colson and Kamann). ETS (dzisiejszy TS) uzasadniał obowiązek stosowania tej zasady, powołując się na obowiązki państw członkowskich wynikających z art. 10 Traktatu ustanawiającego Wspólnotę Europejską oraz na konieczność doprowadzenia do osiągnięcia celów określonych w art. 249 TWE.
Obecnie, po wejściu w życie Traktatu z Lizbony, za podstawę prawną tej zasady należy traktować art. 4 ust. 3 Traktatu o Unii Europejskiej  oraz art. 291 ust. 1 Traktatu o funkcjonowaniu Unii Europejskiej, a w stosunku do dyrektyw również art. 288 akapit 3 Traktatu o funkcjonowaniu Unii Europejskiej. W odniesieniu do dyrektyw podstawę prawną tej zasady mogą stanowić także tzw. klauzule wzajemnego powiązania, czyli postanowienia zamieszczane w końcowej części dyrektyw, jakie nakładają na państwa członkowskie obowiązek dokonania implementacji drogą ustanowienia w prawie krajowym odpowiednich przepisów ustawowych, administracyjnych i wykonawczych. W pewnym sensie za taką podstawą prawną mogłaby służyć tu też zasada prymatu prawa Unii Europejskiej nad prawem krajowym, z jakiej można by pośrednio wywodzić obowiązywanie zasady wykładni prawa krajowego zgodnie z prawem unijnym.
Sądy krajowe mają prawo wystąpienia do TSUE z pytaniem prejudycjalnym o interpretację prawa unijnego w przypadku wystąpienia wątpliwości.